# Forum des Cardeurs
Ne pas confondre avec le square des Cardeurs qui est une voie du 20e arrondissement de Paris.
Le forum des Cardeurs — parfois fautivement dénommé  place des Cardeurs — est une place d'Aix-en-Provence.

## Situation et accès
Le forum des Cardeurs est une place d'Aix-en-Provence. Au XIVe siècle, assimilée à la juiverie d'Aix, elle forme le coin sud-est du bourg Saint-Sauveur,,. Au XXIe siècle, administrativement elle se trouve dans le quartier centre-ville. Le découpage des îlots regroupés pour l'information statistique (IRIS) la situe dans l'îlot Cardeurs, au nord de l'hôtel de ville qui la limite en partie.
Orientée est-nord-est - ouest-sud-ouest, cette place fermée adopte la forme d'un trapèze rectangle. Sa grande base sud a une longueur de 180 m avec une petite base nord de 137 m et un côté ouest de 30 m. Ceci réalise une surface de 5 200 m2 environ. L'ensemble accuse vers l'ouest une pente descendante continue de 4 %. L'extrémité est se ferme à la tour de l'Horloge qui se trouve à un angle de la place de l'Hôtel-de-Ville. Sans que le côté est admette de voie, la base nord reçoit immédiatement la rue Venel, en son milieu la rue du Cancel et en fin la place des Fontêtes. Située en retour d’aile, elle ferme le forum à l'ouest. Alors que le côté ouest est clos, la base sud ne reçoit que la rue de la Verrerie, en regard de la rue Venel, avant de rejoindre également la tour de l'Horloge. Toutes ces rues, de cinq mètres cinquante de large en moyenne, sont très étroites.

## Origine du nom
Ce n'est qu'au XVIIe siècle — à cette époque Pierre-Joseph de Haitze y habite — que des cardeurs s'établissent sur la voie qui longe le nord de l'actuel forum. Cette voie prend alors le nom de rue des Cardeurs. En 1882, les maisons contigues au côté nord de l'hôtel de ville, donc donnant sur la rue des Cardeurs, sont détruites. À leur emplacement est aménagée une petite place triangulaire à laquelle est donné le nom de place des Cardeurs. Par arrêté préfectoral, le 1er avril 1954 , tout son prolongement  à l'Ouest, fait d'un îlot d'habitations compris entre la rue des Cardeurs et la rue de Vivaut est déclaré insalubre. En 1963 l'îlot des Cardeurs est ainsi détruit. La rue désormais totalement intégrée dans la place disparait. Puis le conseil municipal du 25 octobre 1978 décide de donner à l'espace publique le nom de forum des Cardeurs : 

« Le nom de forum des Cardeurs sera donné à la place des Cardeurs pour éviter que des confusions se produisent dans l’esprit de la population ou lors de la distribution du courrier par rapport à la place des Tanneurs et à la place des Prêcheurs dont l’appellation est assez voisine des Cardeurs. »

## Historique
Initialement, au XIVe siècle longeant le nord de l'actuel forum, se trouve la nouvellement créée rue des Constans, nom de l'une des premières familles qui y bâtit une demeure. Puis au XVe siècle, Hugon de Saint-Honoré, dit le Boyre, habite dans cette rue qui se dénomme alors rue du Boyre, ainsi qu'en attestent les vieux registres du prieuré de Saint-Jean. Elle borde le nord de la juiverie d'Aix. 
Un arrêté préfectoral déclare l'îlot des Cardeurs insalubre dès 1954. Néanmoins se pose le problème du relogement des habitants presque exclusivement algériens. Immigrés surtout de la région de Tlemcen, ils occupent des emplois dans le bâtiment et les travaux publics qu'offrent les plans d’urbanisation de la ville au début des années 1950. Ce vieux quartier, avec ses ruelles étroites, sa vie en extérieur et ses loyers rassemble cette communauté — les Aixois l'appellent casbah. En effet ceux-ci sont très modestes voir inexistants car les habitats sont insalubres, délabrés, parfois soutenus par des étais, et même déjà administrativement condamnés. La mairie construit en 1958 au lieu-dit La Pinette des HLM de type cité d'urgence et indemnise les occupants mais tarde à détruire. Elle doit indemniser une seconde fois les nouveaux occupants. Finalement les crédits de démolition sont votés en 1962. La place est alors agrandie vers l'ouest en 1963, cependant elle est peu aménagée et un parking en surface prend place. En 1974, l'idée d'un parking souterain est émise, mais il faut attendre 1977 pour que des travaux définitifs d'aménagement aient lieu.
De nombreux restaurants se sont installés, transformant la physionomie de la place, et lui donnant les soirs d'été, lorsque les terrasses des restaurants sont pleines de monde, une atmosphère particulière.
Entre 2006 et 2010, la mairie a entrepris la réhabilitation de la place des Cardeurs, dont l'espace a été réparti entre trois plateaux en pierre naturelle, articulés en escaliers, afin de rattraper la pente et de faciliter le déplacement des personnes à mobilité réduite.

## Bâtiments remarquables et lieux de mémoire

### Fontaine
En raison de nombreuses sources, permettant la construction de thermes et de fontaines, le nom d’Aquæ Sextiæ — les eaux de Sextius — est donné à Aix-en-Provence alors fondée par le proconsul Caius Sextius Calvinus. Cette ville d'eau contient encore au XXIe siècle au moins 27 fontaines publiques. L'une d'entre elles est érigée à l'extrémité est du forum, en son centre. En 1978, après une étude en terre cuite, plâtre peint et métal ayant 28,7 cm de diamètre et 11,6 cm de hauteur, l'œuvre de Jean Amado (1922-1995), céramiste et sculpteur aixois, aussi dite fontaine Amado est placée. Cette sculpture en ronde-bosse est un bloc massif ayant 2 m de diamètre pour une hauteur de 1,80 m environ. Sa paroi extérieure est le siège d'anfractuosités plus ou moins profondes animées par l'eau qui y ruisselle,,. Elle est réalisée avec un matériau, mis au point par l'artiste. Il s'agit d'un mélange de sable de basalte et de ciment fondu. Au sèchage à l'air libre ce béton revêt une tonalité ocre couleur de terre. Il est connu sous son nom de brevet « cérastone ». L'œuvre est située au centre d'un bassin circulaire, peu profond purement utilitaire, qui contrairement aux fontaines anciennes ne fait l'objet d'aucune recherche décorative. En 2024 la création évoque le pied d’un champignon sans son chapeau car au fil du temps une végétation l'englobe et donc estompe les reliefs extérieurs. Ainsi recouverte de mousse, son fils Emmanuel indique qu'elle acquiert « une nouvelle dimension ». Ceci relève bien d'une pensée où 

« l’eau, écrit l’artiste, apporte à la sculpture et la sculpture à l’eau quelque chose que j’ignore, peut être un mystère de plus, mais il y a échange entre l'une et l'autre, comme dans ces fontaines que la mousse recouvre au point de nous dérober ce qu’il y a dessous. »

 Bien que de facture récente, elle ressemble à la fontaine moussue du cours Mirabeau qui date du milieu du XVIIe siècle « dont l'eau tiède fait pousser une abondante mousse verte ». Elle cache une bouche d'aération du parc de stationnement souterrain des Cardeurs.

### Niches votives

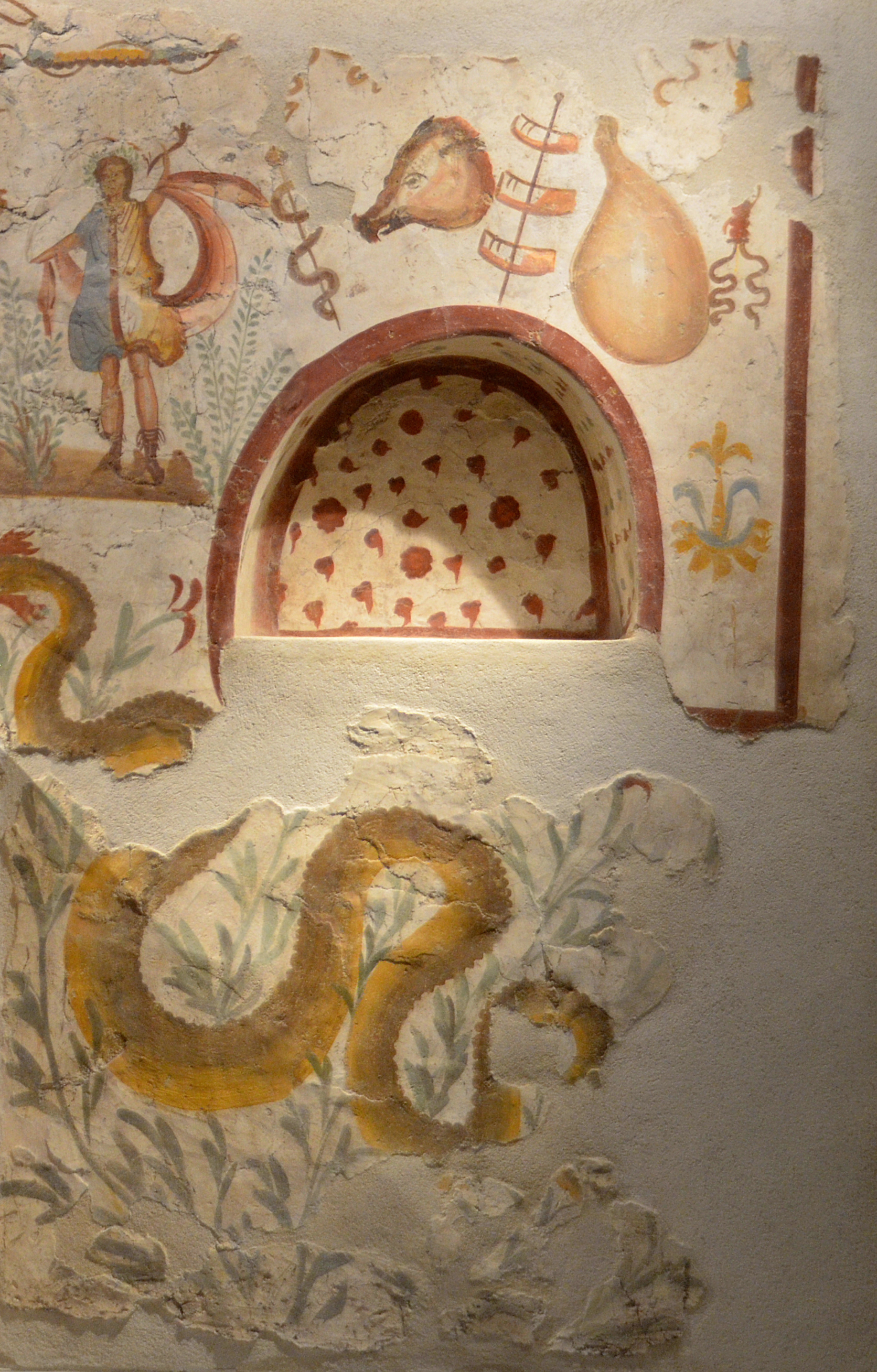
Laraire domestique avec sa niche voutée à Pompei.

Les niches votives de la ville d'Aix-en-Provence, fondée par les Romains, rappellent la permanence de l'architecture vernaculaire sacrée retrouvée 2 000 ans plus tard. En effet, les laraires publics dans la cité romaine se trouvent au début de certaines rues, parfois avec une niche dans le bas d’un mur qui appelle la protection divine sur celles-ci, ses habitants et ses commerces. Cela est retrouvé à Pompéi ou à Herculanum. Ces laraires privés sont complétés par des laraires domestiques, dans l'atrium ou bien quelquefois dans le jardin du péristyle des demeures individuelles, abritants des Lares et des Pénates. Plus tard « les romains d’origine convertis au christianisme, conservèrent dans leur nouvelle religion les formes des sanctuaires privés romains que nous retrouverons plusieurs siècles après un peu partout en Europe chrétienne, pour honorer les saints chrétiens. » De fait, les laraires ont une architecture proche des niches votives provençales.
Ainsi, à Aix-en-Provence, les niches votives sont probablement très présentes durant les mille ans du Moyen Âge, puis le paysage urbain est remanié à partir de la Renaissance. Toutefois des niches murales, aussi dites niches-oratoires, continuent à être implantées au XVIIe siècle et au début du XVIIIe siècle avec une nouvelle vague au XIXe siècle depuis la Restauration jusqu'au Second Empire. Il en reste quatre-vingt-douze dans la vieille ville. L'une d'entre elles porte une inscription datée de 1663. Il est admis que beaucoup de ces niches qui traduisent la dévotion chrétienne ont pour origine les épidémies de peste — terme géneral désignant les maladies contagieuses. Par prudence, les églises sont alors fermées pour éviter toute transmission lors des rassemblements confusément compris comme étant à leur origine. Ainsi, ces niches situées contre les maisons permettent de prier de chez soi, en voyant une image religieuse. À partir de la fin du XVIIe siècle, celles-ci sont édifiées pour des raisons moins tragiques (protection, remerciement),. Au forum des Cardeurs les niches-oratoires — du latin orare prier — sont au nombre de trois. Toutes sont dédiées à la Vierge Marie — ce sont des niches mariales. Elles témoignent du grand culte marial, renforcé lors de la Contre-Réforme, règnant dans la ville.

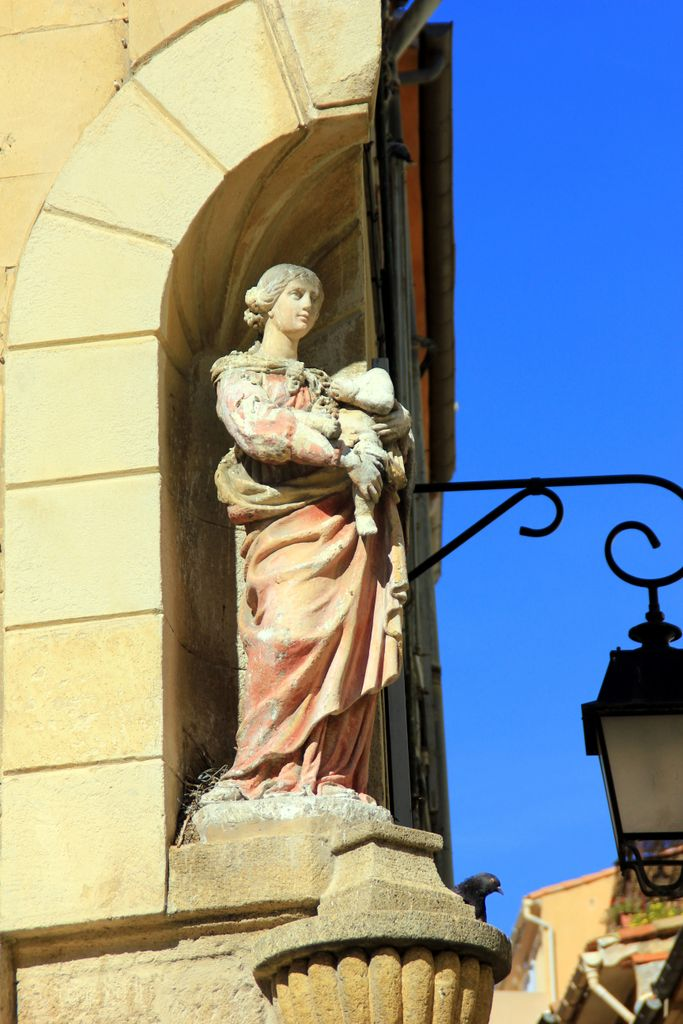
Vierge au raisin, angle forum des Cardeurs et rue Venel, en 2013 avant restauration.

Deux niches se trouvent à l'angle d'une rue, elles résultent probablement d'un choix des habitants du quartier ce qui les assimilent à un oratoire urbain. À l'angle du forum des Cardeurs et de la rue Venel, à hauteur du premier étage, se trouve une « Vierge à l'Enfant » aussi dite « Vierge au raisin ». La niche confond deux éléments. Il subsiste la base d’un ancien oratoire en cul-de-lampe à godrons sur lequel un culot (socle) reste vide. Visuellement cette base se confond avec le reste de la niche en pierre de taille. Celle-ci est en trompillon dont l'encadrement est un bossage rectangulaire continu qui aboutit à un fond décoré de fines ciselures rayonnantes. À l'intérieur, sur un culot maçonné, se trouve une statuette en plâtre du XVIIIe siècle représentant la Vierge Marie debout, dont la tête n'est pas voilée, portant l'enfant Jésus nu assis sur son bras gauche. Celui-ci tient dans la main gauche le globe terrestre et dans la main droite une grappe de raisin. Le globe marque sa souveraineté sur le monde. La Vierge est assimilée à la vigne qui permet à l'enfant Jésus de mûrir en tant que raisin divin. Les références au Christ sont évoquées par le pressoir qui symbolise sa mort en martyr, sachant que la couleur du jus de raisin évoque le sang du Christ et donc l'Eucharistie. Cette statuette restaurée est remise en place le 9 décembre 2019,,. À l'angle du forum des Cardeurs et de la place des Fontêtes se trouve, à hauteur du premier étage, une « Vierge à l'Enfant ». La base de la niche est en cul-de-lampe avec trois fines moulures doriques. Elle est en forme de trompillon au bord mouluré. La statuette en pierre est une copie du XIXe siècle d’une statue du XVIIe siècle conservée dans la chapelle des Pénitents gris, dite chapelle des Bourras. La Vierge, tête nue, se tient debout avec un tablier qui ne laisse apercevoir que l'extrémité de ses orteils droits. Son regard erratique n'est pas dirigé vers Jésus qu'elle porte nu à gauche. Celui-ci, regardant les passants, est soutenu dans le pli d'un drapé qui masque les bras et les mains de sa mère. Ce thème de la Vierge à l'Enfant, rappelle que Dieu a « pris chair de la Vierge Marie » et qu’il s’est vraiment « fait homme ».
Une niche en façade se trouve entre les deux précédentes, au numéro 36 du forum des Cardeurs, elle a vraissembablement pour objet de protéger les habitants de la demeure. Elle est située en hauteur au-dessus du rez-de-chaussée. En forme de cul-de-four, à fleur de mur, elle est simplement peinte en bleu ciel. Sur un discret culot se trouve une « Vierge en prière » la tête légèrement inclinée sur l'épaule gauche, voilée, les mains jointes. La svelte silhouette est recouverte par une robe qui cache les pieds. Cette représentation de la Vierge Marie, qui intercède et prie pour nous son Fils, est fréquente après la proclamation du dogme de l’Immaculée Conception conforté lors des apparitions à Bernadette Soubirous en 1858 à Lourdes.

### Portes
- no 8 porte du XVIe siècle
- no 20
- no 26